# Marc Dumitru
Marc Dumitru (Überlingen, 5 de abril de 1986) es un actor, presentador y cantante alemán.

## Vida y carrera
Marc Dumitru, cuyos antepasados proceden de Rumanía, creció en Stockach y ahora vive en Düsseldorf. En 2003 completó una pasantía en Thunderbird University en Phoenix y en 2005 Dumitru obtuvo la calificación general de ingreso a la universidad. Después de estudiar en la Universidad de Sídney de 2007 a 2008, obtuvo una Licenciatura en Ciencias en Gestión y Economía de la Universidad Otto-von-Guericke de Magdeburg en 2008. Dumitru protagonizó un episodio de Lenßen & Partner.
En 2008 interpretó un papel invitado en la telenovela Good Times, Bad Times y al año siguiente fue elegido para la telenovela de misterio juvenil Das Haus Anubis para el papel principal de Magnus von Hagen. Estuvo en su rol desde el 29 de septiembre de 2009 al 4 de mayo de 2012 en el canal infantil Nick. En 2012 interpretó el papel principal de Magnus von Hagen en la serie Das Haus Anubis - Path of the 7 Sins. Desde diciembre de 2010 hasta enero de 2011, fue entrenador en Das Haus Anubis, lo mejor de NICK Talent.
Dumitru ha moderado varios formatos para niños en Super RTL desde 2017, incluido WOW - The Entdeckerzone y representando a la revista de conocimiento Woozle Goozle. En 2017 moderó el Toggo Tour 2017, que pasó por varias ciudades de Alemania.
Ese mismo año se paró frente a la cámara RTL de la serie Todo lo que cuenta. Dumitru interpreta al superintendente Hetzel; los episodios con él fueron emitidos en enero y el 1 de febrero de 2018.  De 2019 a 2020 jugó en las enfermeras nocturnas de la serie RTL protagonizada por el Dr. Jan Kühnert.

### Vida privada
Dumitru está comprometido desde 1 de septiembre de 2018 con Kristina Schmidt, su ex colega de Das Haus Anubis, casada, que desde entonces se llama Dumitru.

## Filmografía
- 2006: Lenßen y socio
- 2007: Australia
- 2008: Buenos tiempos, malos tiempos (papel invitado)
- 2008: K11 - Comisarios en acción (papel invitado)
- 2009: K11 - Comisarios en acción (papel invitado)
- 2009-2012: Das Haus Anubis (serie de televisión; papel principal)
- 2010-2011: la empresa Anubis sacude a NICK Talent
- 2012: Das Haus Anubis: Pfad der 7 Sünden (película)
- 2013: El fabuloso descubrimiento (CD de reproducción de radio; voz como "Kala")
- 2014: The Band (cortometraje)
- 2016: Chris James: On the Run[6] (Musikvideo)
- 2016: encuentro
- 2017: Moderador del Toggo Tour 2017
- 2018: Todo lo que importa (papel invitado)
- 2019-2020: Nightsisters (serie de televisión; papel principal)
- 2020: Colonia Brigada Criminal: Schlangengrube (serie de televisión; papel en un episodio)
- 2020: Forbidden Love - Next Generation (papel invitado)
- 2020: El diagnóstico de Betty (temporada 7, episodio 5 - Ola de calor)

## Premios
En 2005, Dumitru recibió el Premio de Medios de Sajonia-Anhalt. En 2010, la serie Das Haus Anubis recibió un "Blimp" en los premios Nickelodeon Kids 'Choice Awards en la categoría "Serie favorita de Alemania, Austria, Suiza".